# Ophtalmoplon aurivillii
Ophtalmoplon aurivillii är en skalbaggsart som beskrevs av Martins 1965. Ophtalmoplon aurivillii ingår i släktet Ophtalmoplon och familjen långhorningar. Inga underarter finns listade i Catalogue of Life.